# Escobar de Campos
Escobar de Campos est une commune d'Espagne dans la province de León, communauté autonome de Castille-et-León. Elle s'étend sur 17,14 km2 et comptait environ 46 habitants en 2015.